# Syngrapha ain
Syngrapha ain is een vlinder uit de familie uilen (Noctuidae). De wetenschappelijke naam is voor het eerst geldig gepubliceerd in 1785 door Hochenwarth.
De soort komt voor in Europa.